# Pemfigo erpetiforme
Il  pemfigo erpetiforme  è una malattia cutanea del gruppo dei pemfighi a evoluzione incerta.

## Eziologia
Fra le varie ipotesi sulla sua natura in letteratura è sospettato anche un collegamento con i raggi ultravioletti, visto che durante la terapia con tali raggi si sono manifestati alcuni casi di pemfigo erpetiforme.

## Clinica
Fra i sintomi e i segni clinici ritroviamo comparse di bolle di varie dimensioni, fastidioso prurito, ricorda per certi versi la dermatite erpetiforme di Duhring.

## Esami
La diagnosi avviene tramite immunofluorescenza: nella forma indiretta appare spesso negativa. Inoltre la presenza di acantolisi la si osserva soltanto ripetendo la biopsia.

## Prognosi
La prognosi solitamente è benigna ma una sua caratteristica è la possibilità di evolversi diventando o un pemfigo volgare o un pemfigo superficiale